# Крутая Пэт
«Крутая Пэт» (англ. Wisegal) — американская телевизионная криминальная драма 2008 года режиссёра Джерри Чиккоритти об истории девушки по имении Пэтти, которая, заключив сделку с мафиози, приобрела популярность в криминальном мире. В главной роли Алисса Милано.
Премьера состоялась в США 15 марта 2008 года на женском кабельном канале Lifetime.

## Сюжет
Главная героиня Пэтти Монтанари после смерти мужа готова согласиться на любую работу, чтобы прокормить двоих сыновей. Она никогда и подумать не могла, что этому поспособствует встреча с Фрэнком Руссо — настоящим гангстером, который предлагает сделку: она должна заняться контрабандой сигарет, заключив соглашение с мафией. Такое предложение хорошо оплачивается, и кроме того, сулит дальнейшее карьерное развитие девушки. Пэтти умна, обладает деловой хваткой, на что и делает ставку профессиональный мафиози. В планах девушки открытие ночного клуба. Однако чем дальше она ступит в криминальный мир, тем труднее ей будет оттуда выбраться…

## В ролях
- Алисса Милано — Пэтти Монтанари
- Джейсон Гедрик — Фрэнк Руссо
- Джеймс Каан — Сальватор Палмери
- Алессандро Костантини — Джоуи Монтанари
- Девон Грей — Нино